# Marthe Crick-Kuntziger
Marthe Crick-Kuntziger (Luik, 2 april 1891 ― Brussel, 30 mei 1963) was een Belgisch museumconservator. Ze werkte tot 30 april 1956 als museumconservator bij het Museum van Kunst & Geschiedenis in Brussel. Crick-Kuntziger behaalde een doctoraatstitel in kunstgeschiedenis en archeologie aan de Universiteit van Luik in 1919.
Twee jaar later startte ze bij de afdeling toegepaste kunst van het Museum van Kunst & Geschiedenis waar ze onderzoek deed naar wandtapijten.

## Carrière
Crick-Kuntziger zorgde binnen het museum voor een herwaardering en ontwikkeling van expertise in middeleeuwse wandtapijten. Vanaf 1929 start ze de publicatie van het magazine “Bulletin des Musées Royaux d’Art et d’Histoire”. In 1930 neemt ze deel aan het internationaal congres voor kunstgeschiedenis in Brussel. Binnen de Académie Royale de l'Archéologie en de Société Royale d’Archéologie de Bruxelles, neemt ze actief deel en van deze laatste wordt ze voorzitster vanaf 1949.
Ze onderwijst de geschiedenis van de wandtapijten aan het 'Institut Supérieur d'Histoire de l'Art et d'Archéologie in de Musea voor Schone Kunsten organiseert verschillende tentoonstellingen waar wandtapijten een belangrijke plaats innemen. Ze laat een schat aan een zorgvuldig geclasseerde documentatie en onderzoek na.

## Werk
Haar belangrijkste werk is de Catalogus van Wandtapijten ( XIVe tot XVIIIe eeuw). Crick-Kuntziger's interesse ging in eerste plaats uit naar Brusselse wandtapijten, maar ze beschreef ook de Antwerpse wandtapijt productie, de wandtapijten van het prinsbisschoppelijk paleis in Luik, die van Oudenaarde, Enghien, Brugge en Doornik.
Op 16 augustus 1928 werd Marthe Crick-Kuntziger geïnterviewd door het dagblad “La Dernière Heure” over de “toestroom” van vrouwen in beroepen in de kunstensector. "De toegankelijkheid voor getalenteerde jonge vrouwen tot kunstcarrières en “de eliminatie van jonge ongetalenteerde mensen” zag zij als “het herstel van het evenwicht en de triomf van de logica”.

## Publicaties
- Crick-Kuntziger, Marthe "A Fragment of Guillaume De Hellande's Tapestries." Burlington Magazine for Connoisseurs 45, no. 260 (1924): 225-31.
- Crick-Kuntziger, Marthe. "L'Auteur Des Cartons De "Vertumne Et Pomone"." Oud-Holland 44, no. 1 (1927): 159-73.
- Crick-Kuntziger, Marthe. "The Tapestries in the Palace of Liege." Burlington Magazine for Connoisseurs 50, no. 289 (1927): 172-83
- Crick-Kuntziger, Marthe Bernard van Orley et le décor mural en tapisserie
- Crick-Kuntziger, Marthe. "L'Auteur Des Cartons De "Vertumne Et Pomone"." Oud-Holland 44, no. 1 (1927): 159-73.
- Crick-Kuntziger, Marthe. "Une Peinture énigmatique." Genava 6 (1928): 92.
- Crick-Kuntziger, Marthe. Les Tapisseries De L'hôtel De Ville De Bruxelles. Anvers: De Sikkel, 1944.
- Fierens, Paul, Marthe Crick-Kuntziger e. a.. L'art En Belgique Du Moyen Age à Nos Jours. 3e éd.] ed. Bruxelles: La Renaissance Du Livre, 1950.